# Soluret
Soluret (Solarium på latin) var en liten, svag stjärnbild på södra stjärnhimlen.

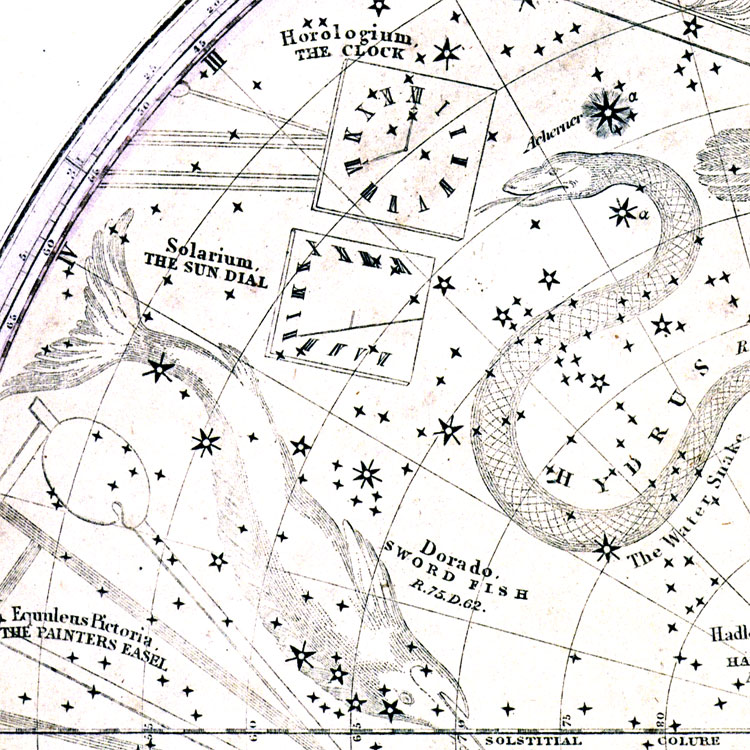
Soluret avbildad I en stjärnatlas från 1838.

Stjärnbilden introducerades 1822 i stjärnatlasen Celestial Atlas av den skotske författare Alexander Jamieson. Jamieson lät Soluret ersätta Rombiska nätet som den franske astronomen Nicolas Louis de Lacaille introducerade på 1700-talet. Ett årtionde senare valde astronomen Elijah Hinsdale Burritt Soluret före Rombiska nätet i sin stjärnatlas. Han har därför ibland fått stå som upphovsmakare.
Stjärnbilden blev inte långlivad. Rombiska nätet återtog sin plats på stjärnhimlen och är nu en av de 88 moderna stjärnbilderna som erkänns av den Internationella Astronomiska Unionen.

## Stjärnor
Soluret var en stjärnbild som hade två stjärnor som är ljusstarkare än magnitud 4. 
- Alfa Reticuli var ljusstarkast med magnitud 3,36, en jättestjärna av spektraltyp G8 II-III. Den har en följeslagare av magnitud 12 som heter CCDM J04144-6228B[1]
- Beta Reticuli är en trippelstjärna med magnitud 3,85. Primärstjärnan är en orange jätte av spektraltyp K0IV SB.[5]